# Mines d'en Puig
Les Mines d'en Puig de Premià de Dalt es troben al Parc de la Serralada Litoral (al torrent de la Molinera, el qual neix al peu de l'alzina homònima i molt a prop de Can Bernadó).

## Descripció
Es tracta d'un conjunt de tres mines, totes elles amb una galeria de considerables dimensions (les més grans i espectaculars del Parc). Són de propietat privada i encara subministren aigua a Vilassar de Dalt. La mina superior presenta els brancals del portal amb pilars de maó i l'arcada és un arc de mig punt de pitxolí a plec de llibre, amb un altre igual a l'interior per fer de galze. La porta és una reixa de ferro, amb tela metàl·lica per impedir l'entrada d'animals que podrien contaminar l'aigua. Les galeries de volta de canó són altes i amples, permeten passar sense ajupir-se i caminar sense tocar les parets. A la galeria s'han emprat diverses tècniques constructives: el que sembla un encofrat perdut de maó pla per les parets i sostre en els primers metres, altres trams amb paret de pedra o de totxo amb fornícules, i els metres finals de roca viva. La tosca ha deixat un bon gruix al sòl i un bosc de petites estalactites penja del sostre en els trams més humits de la galeria. Les altres dues mines són semblants a la descrita.

## Accés
Són ubicades a Premià de Dalt: s'hi arriba per un camí que surt de la pista de la Carena, 250 metres més avall de la Surera de la Molinera. Baixem per aquest camí fins a la llera del torrent, on hi ha les mines 2 i 3. Per anar a la número 1, pugem 100 metres torrent amunt pel mateix camí. Coordenades: x=444634 y=4596860 z=373.